# Kulig

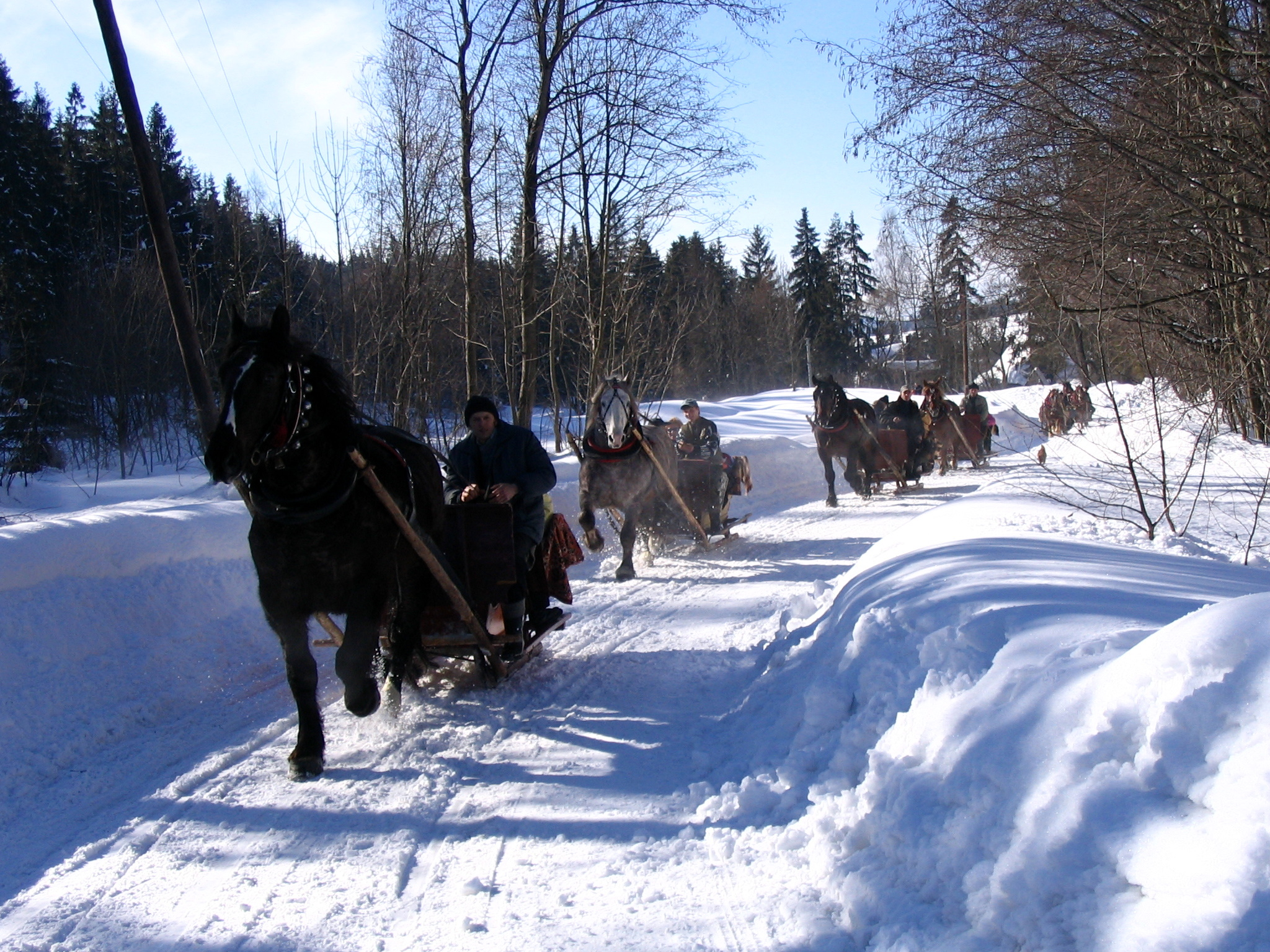
Kulig

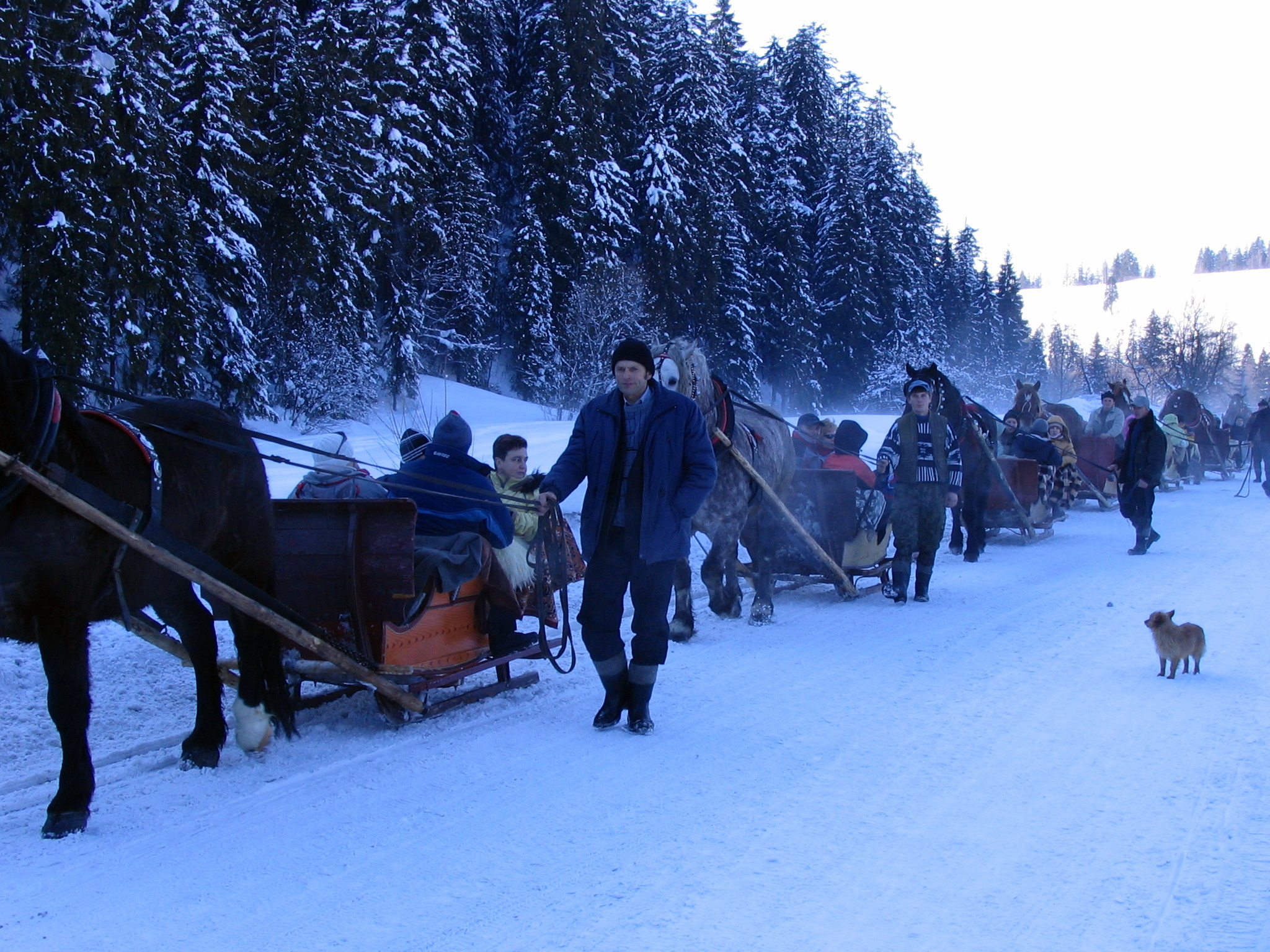
Kulig

Kulig je průvod několika saní zapřažených za sebe a tažených koněm. Je to tradiční polská zábava, kterou často doprovází hudba, zpěv a táborák. Večer bývá kulig osvětlován pochodněmi. Od 17. století až do začátku století dvacátého byly kuligy oblíbenou kratochvílí magnaterie, tedy nejvyšší polské šlechty. Nyní se často v zimě pořádá v turistických střediscích nebo si kulig organizují lidé na venkově. Lze se pak setkat i s tím, že kůň je nahrazen menším traktorem.
Podle „Staropolské encyklopedie“ z let 1900 až 1903 (Zygmunt Gloger: Encyklopedia staropolska) někteří hledají původ slova kulig v českém slově koleg, což prý mělo znamenat kroužek, kolečko. Jiný polský jazykovědec Aleksander Brückner uvádí, že slovo kulig/kulik se opakuje v češtině jako označení pro ptáka, podle Brücknera mělo slovo vzniknout z szlachta odwiedzała w tłumnym i szumnym korowodzie dwory sąsiedzkie, szukając ptaka 'kulika' (šlechta navštěvovala v houfném a honosném průvodu sousedské dvory, ptáka kulíka hledajíc). Zvyk je však ryze polský.